# ويس جورج
ويس جورج هو لاعب هوكي الجليد كندي، ولد في 26 سبتمبر 1958 في يونغ في كندا.

## وصلات خارجية
- ويس جورج على موقع دوري الهوكي الوطني (الإنجليزية)
- ويس جورج على موقع EliteProspects.com (الإنجليزية)
- ويس جورج على موقع HockeyDB.com (الإنجليزية)
- ويس جورج على موقع Hockey-Reference.com (الإنجليزية)